# Tommy Armour III
Tommy Armour III, né le 8 octobre 1959, est un joueur de golf américain.